# Kampania Cromwella w Irlandii

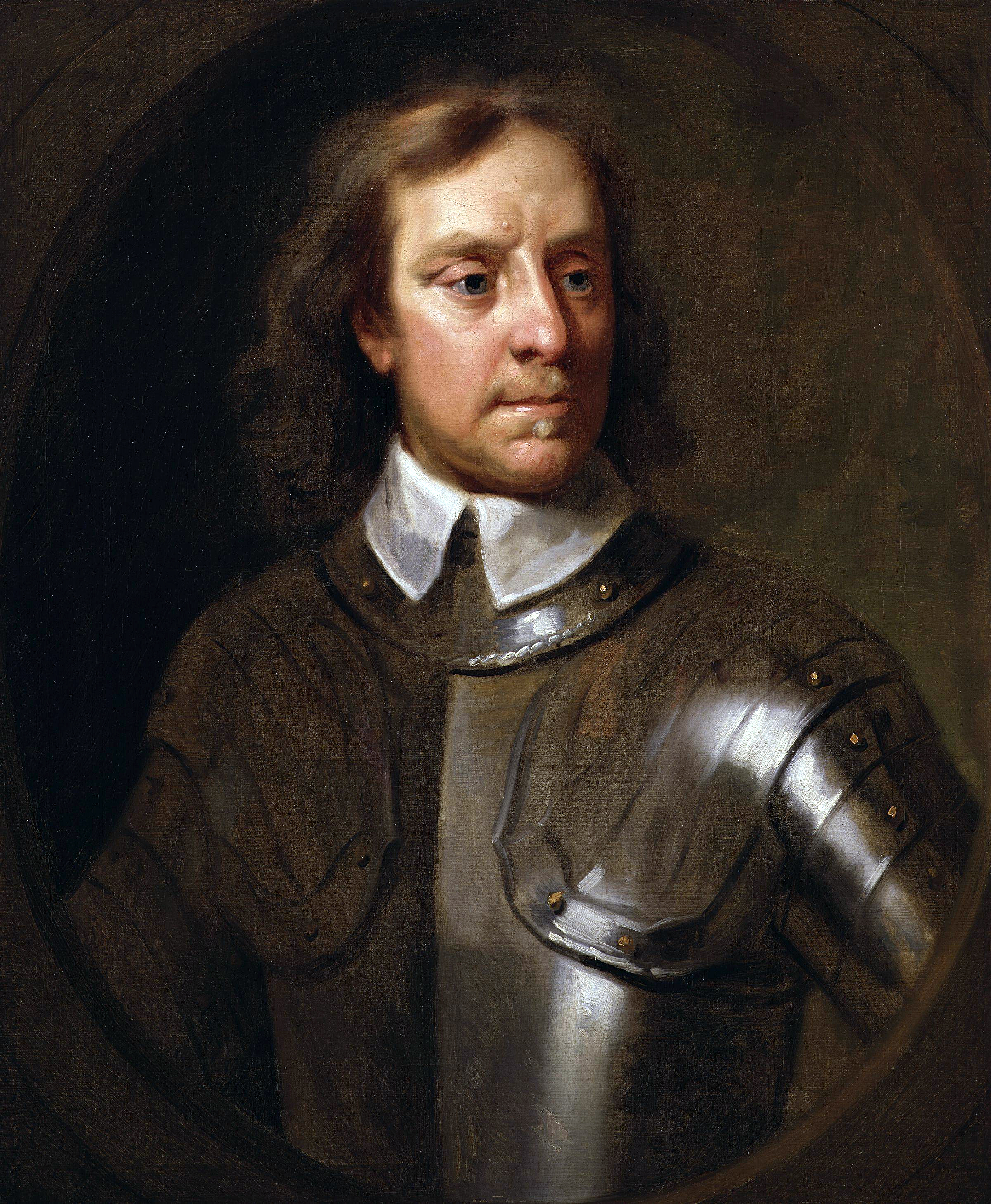
Oliver Cromwell - główny przywódca kampanii w Irlandii

Kampania Cromwella w Irlandii 1649–1653 była ostatnim akordem irlandzkiej wojny konfederackiej toczonej od roku 1641. 
Po poniesionych porażkach w latach 1646–1648 koalicja składającą się z byłych Konfederatów i Rojalistów zmarnowała wiele miesięcy na waśnie wewnętrzne z grupami, które nie zgadzały się z głoszonymi hasłami (m.in. Owen Roe O'Neill). Ten ostatni dopiero później powrócić miał w szeregi koalicjantów. 
W sierpniu 1649 r. Butler próbował zdobyć Dublin, został jednak pokonany przez siły Michaela Jonesa w bitwie pod Rathmines. Krótko potem w Irlandii wylądował Oliver Cromwell na czele New Model Army. Co nieudało się Anglikom osiągnąć w przeciągu ośmiu lat wojny, Cromwell dokonał w trzy lata. Sukces Cromwellowi przynieść miała jego doskonale wyposażona i wyćwiczona armia. 
Pierwszym celem Cromwella stało się wschodnie wybrzeże, gdzie liczył na wsparcie floty angielskiej. Cromwell obległ miasta Drogheda i Wexford, w których jego żołnierze dokonali masakr na ludności cywilnej. Następnie wysłał część swoich sił w kierunku północnym, gdzie zamierzał wesprzeć działające tam oddziały osadników angielskich, którzy ponieśli porażkę w bitwie pod Lisnagarvey. 
W starciu z wyposażonymi w artylerię wojskami Cromwella, siły Jamesa Butlera stały na straconej pozycji. Anglicy oblegali jedno miasto po drugim i szybko je zdobywali. Zdobyli między innymi silnie bronione Waterford. Wyjątkiem było oblężenie Clonmel w roku 1650, podczas którego Irlandczycy zadali Anglikom duże straty i obronili miasto. W tym samym roku Cromwell powrócił do Anglii, powierzając dowództwo Henry'emu Iretonowi. W maju 1650 r. Anglicy pokonali ponownie powstańców w bitwie pod Macroom. 
Po porażce w bitwie pod Scarrifholis Butler zbiegł do Francji. Jego miejsce zajął Sir Ilick Burke. W lipcu roku 1651 po kolejnej porażce w bitwie pod Knocknaclashy siły Irlandczyków i Rojalistów kontrolowały już tylko niewielki obszar na zachód od rzeki Shannon, miasta Limerick i Galway a także niewielką enklawę w hrabstwie Kerry. Ireton obległ Limerick, natomiast armia północna podeszła pod miasto Galway. Oba miasta były silnie umocnione i dopiero głód i choroby w trakcie długiego oblężenia zmusiły obrońców do kapitulacji. Po kapitulacji Limerick (1651) i Galway (1652) opór irlandzki został stłumiony. Wielu Irlandczykom nie odpowiadały jednak warunki kapitulacji, dlatego też kontynuowali jeszcze rok walkę partyzancką. Anglicy surowo jednak karali wszystkich wspomagających partyzantów, paląc ich pola uprawne, niszcząc całe wioski co doprowadziło szybko do wybuchu głodu i zarazy. Ostatnia zorganizowana grupa rebeliantów skapitulowała w Cavan w roku 1653. 
Liczba ofiar kampanii była ogromna, z czego większość zmarła z głodu i zarazy, które szerzyły się w wyniku celowego pozbawienia Irlandczyków środków do życia. Według danych Williama Petty (Down Survey) w latach 1641-1653 w Irlandii śmierć poniosło od 400 do 620 tysięcy ludzi. Obecne szacunki mówią o śmierci blisko jednej trzeciej populacji Irlandii, która liczyła przed kampanią Cromwella około 1,5 mln ludności.
Surowość Cromwella wobec Irlandczyków wynikała po części z głębokiej antypatii religijnej wobec katolicyzmu, a także z chęci ukarania katolików za powstanie irlandzkie w 1641 roku, a w szczególności masakrę protestantów w Ulsterze. Istotnym czynnikiem była także kierownicza rola duchowieństwa katolickiego w Irlandii, w której Kościół katolicki zachował bardzo silne wpływy pomimo reformacji.

## Wydarzenia militarne kampanii
- oblężenie Wexford (1649)
- bitwa pod Rathmines (1649)
- drugie oblężenie Droghedy (1649)
- bitwa pod Lisnagervey (1649)
- bitwa pod Arklow (1649)
- oblężenie Waterford (1649-1650)
- oblężenie Clonmel (1650)
- bitwa pod Macroom (1650)
- bitwa pod Scarrifholis (1650)
- bitwa pod Tecroghan (1650)
- bitwa pod Charlemont (1650)
- bitwa pod Meelick Island (1650)
- drugie oblężenie Limerick (1651)
- bitwa pod Knocknalashy (1651)
- oblężenie Galway (1651-1652)